# Sveriges folkräkning 1920
Sveriges folkräkning 1920 var den sjunde folkräkningen i Sverige sedan grundandet av Statistiska centralbyrån. Folkräkningen registrerade 5 904 489 invånare, varav 2 898 256 män och 3 006 233 kvinnor.